# Avenida Míchigan (Detroit People Mover)
Avenida Míchigan es una estación del Detroit People Mover, administrada por el Departamento de Transporte de Detroit. La estación se encuentra localizada en las avenidas Cass y Míchigan en Detroit, Míchigan. La estación Avenida Míchigan fue inaugurada en 1987. 

## Descripción
La estación Avenida Míchigan cuenta con 1 plataforma lateral.